# Bojonegoro (ort i Indonesien)
Bojonegoro är en ort i Indonesien.   Den ligger i provinsen Jawa Timur, i den västra delen av landet, 600 km öster om huvudstaden Jakarta. Bojonegoro ligger 24 meter över havet och antalet invånare är 86 568.
Terrängen runt Bojonegoro är platt, och sluttar söderut. Runt Bojonegoro är det tätbefolkat, med 982 invånare per kvadratkilometer. Det finns inga andra samhällen i närheten. Trakten runt Bojonegoro består till största delen av jordbruksmark.